# 麥克納布 (阿肯色州)
麥克納布（英語：McNab）是一個位於美國阿肯色州亨普斯特德縣的市鎮。

## 地理
麥克納布的座標為33°39′39″N 93°49′57″W / 33.66083°N 93.83250°W，而該地的平均海拔高度為98米（即322英尺）。

## 人口
根據2020年美國人口普查的數據，麥克納布的面積為0.89平方千米，皆為陸地。當地共有人口30人，而人口密度為每平方千米33人。